# Salacia salacioides
Salacia salacioides är en benvedsväxtart som först beskrevs av William Roxburgh, och fick sitt nu gällande namn av Rao Rolla och Hemadri. Salacia salacioides ingår i släktet Salacia och familjen Celastraceae. Inga underarter finns listade.